# 瓜蒂雷

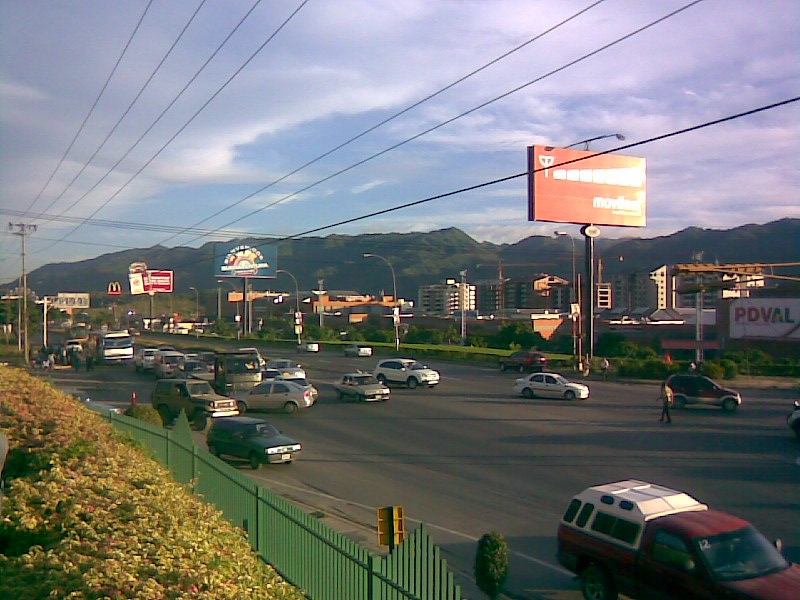

瓜蒂雷是委內瑞拉的城市，由米蘭達州負責管轄，位於該國北部，面積214平方公里，海拔高度321米，主要經濟活動是服務業和商業，2006年人口200,417。